# تاريخ المرأة الكندية

يعد تاريخ المرأة الكندية بمثابة تاريخ نصف سكان كندا، إلا أن -وحتى السنوات الأخيرة- لم يكن تاريخ المرأة الكندية يمثل سوى جزء ضئيل من علم التأريخ. يتأثر تاريخ المرأة في كندا بالعديد من الأحداث، ولا سيما الأحداث الرئيسية في القرن العشرين؛ مثل الحدث المعروف باسم قضية الأشخاص، وهي دعوى قضائية أقامتها خمس نساء -الخمس المشهورات- في عام 1927، وبُت فيها في عام 1929.

## كيبك
في ستينيات القرن السابع عشر، أرسلت الحكومة الفرنسية إلى كندا نحو 800 شابة (عازبة أو أرملة) أطلقوا عليهن اسم بنات الملك. سرعان ما تزوجت الشابات من المستوطنين الذكور، وسرعان ما أوجدن لأنفسهن حياة جديدة. وقد أتى معظمهن من أسر فقيرة في نواحي باريس ونورماندي والمناطق الوسطى الغربية من فرنسا. القليل منهن كن يعملن كبغايا سابقات، ولكن من المعروف أن واحدة منهن فقط هي من مارست هذه المهنة في كندا. وبوصفهن زوجات مزارعات يتمتعن بتغذية جيدة جدًا وبمعدلات ولادة عالية، فإنهن اضطلعن بدور رئيسي في إنشاء حياة أسرية وفي تحقيق نمو سكاني سريع. وقد تجاوز عدد أطفالهن؛ أطفال النساء المشابهات اللاتي بقين في فرنسا بنحو 30%. يقول لاندري: «كان للكنديين نظام غذائي استثنائي طوال حياتهم. ويعود الفضل في ذلك إلى الوفرة الطبيعية في اللحوم والأسماك والمياه النقية؛ وإلى الظروف الجيدة لحفظ الأغذية خلال فصل الشتاء؛ وإلى تواجد مخزون كاف من القمح في معظم السنوات».
إلى جانب الواجبات المنزلية، شاركت بعض النساء في تجارة الفراء، وقد كانت تجارة الفراء هي المصدر الرئيسي للدخل النقدي في فرنسا الجديدة. عملن في المنزل إلى جانب أزواجهن أو آبائهن كتاجرات وكاتبات وكمزودات للمؤن. وقد ترمَّلت بعضهن وتولين أدوار أزواجهن. وكان القليل منهن يعملن كرائدات أعمال.
في أوائل القرن التاسع عشر وحتى خمسينيات القرن العشرين، سيطرت الطبقة العليا من الأنغلوس على المجتمع الراقي في مونتريال، وقامت نساء هذه الطبقة بالتحكم في هويتهن ومركزهن الاجتماعي عبر أحداث مركزية في الحياة الاجتماعية، مثل حدث الظهور الأول للفتيات. دُربت شابات النخبة على الأعمال الخيرية المميزة وعلى المسؤولية المدنية، خاصة عبر الاتحادات المصغرة. نادرًا ما كان يرتبط هؤلاء النسوة بدوافع ونزوات الإصلاح لدى نساء الطبقة الوسطى، وكن ذات نظرة أبوية فيما يخص احتياجات نساء الطبقة العاملة.

### الراهبات الكاثوليك
لم يكن للمرأة الكندية خارج المنزل سوى القليل من المجالات التي تديرها. ولكن حظيت الراهبات الكاثوليكيات الرومانيات باستثناءات بارزة، خاصة في كيبك. وبدافع من تأثير التدين الشعبي للإصلاح المضاد في فرنسا، بدأت أخوية راهبات جديدة في الظهور في القرن السابع عشر. وفي القرون الثلاثة التالية، أقامت النساء العديد من أخوية الراهبات المستقلة، بتمويل جزئي من المهور التي يوفرها والدا الراهبات الشابات. تخصصت أخوية الراهبات في الأعمال الخيرية، بما في ذلك المستشفيات ودور الأيتام ودور الأمهات غير المتزوجات والمدارس. في النصف الأول من القرن العشرين، أصبح 2-3% من شابات كيبك راهبات؛ كان هناك نحو 6600 راهبة في عام 1901 ونحو 26,000 في عام 1941. وفي كيبيك، في عام 1917، كان هناك نحو 32 أخوية راهبات تعليمية مختلفة تدير نحو 586 مدرسة داخلية للفتيات. في ذلك الوقت لم يكن هناك أي تعليم عام للفتيات في كيبيك بعد المرحلة الابتدائية. وعلى نحو خاص؛ جرى إنشاء المستشفيات، إذ أُسس أول مستشفى في عام 1701. وفي عام 1936، أدارت راهبات كيبك نحو 150 مصحة، تضم نحو 30,000 سرير لرعاية ذوي الأمراض طويلة الأجل، والمشردين، والأيتام. وعلى نطاق أصغر، كانت أخوية الراهبات الكاثوليك يدرن مصحات مماثلة في مقاطعات أخرى.
جمعت الثورة الهادئة في ستينيات القرن العشرين بين إلغاء التأثير الكهنوتي وإصلاحات المجمع الفاتيكاني الثاني الجذرية. كان هناك تغيير كبير في دور الراهبات. ترك العديد منهن الرهبنة، في حين انضم لها عدد قليل جدًا من الشابات. تولت حكومة كيبك دور الراهبات التقليدي كمقدمات لكثير من الخدمات التعليمية والاجتماعية في كيبك. وفي كثير من الأحيان، استمرت الراهبات السابقات على نحو مدني؛ أداء نفس الأدوار، ومارس الرجال أيضًا لأول مرة مهنة التدريس.

### التأريخ
أُهمل تاريخ المرأة في كيبيك قبل عام 1980. أدى ظهور الحركة النسوية، إلى جانب «التاريخ الاجتماعي الحديث» الذي ميّز دراسة الأشخاص العاديين، إلى خلق طلب جديد على علم تأريخ المرأة. انطلقت الدراسات الأولى من وجهة نظر نسوية، وركزت على دور النساء بعد أن وُضعن في مرتبة أدنى في عالم يسيطر عليه الرجال. اعتبر النسويون أن العائلة نفسها هي محور النظام الذكوري حيث اضطهد الآباء والأزواج النساء واستبعدوهن. جاءت المرحلة الثانية عندما قدّم المؤرخون نظرة أكثر إيجابية وتوازنًا. لطالما تناولت الأبحاث مجالات متعددة، واستخدمت وجهات نظر من النظرية النسوية، والأدب، وعلم الإنسان، وعلم الاجتماع لدراسة العلاقات بين الجنسين، والتنشئة الاجتماعية، والإنجاب، والجنسانية، والعمل غير المدفوع. كان تاريخ العمالة والأسرة منفتحًا على هذه المواضيع.

### الزواج وقانون الأسرة
تحسنت حقوق المرأة داخل إطار الزواج وقانون الأسرة في كيبيك بشكل أبطأ من بقية مدن كندا. تأخرت مقاطعة كيبيك في منح النساء المتزوجات حقوقهن المدنية: حتى عام 1954، كانت المرأة المتزوجة تُصنَّف على أنها «غير قادرة على إبرام العقود»، مثلها مثل القاصرين، و«الأشخاص المحجور عليهم»، و«المجانين ومن يعانون اضطرابًا مؤقتًا في قدراتهم العقلية...أو من هم غير قادرين على إعطاء موافقة صالحة بسبب معاناتهم من قصور في الفهم»، «والواقعين تحت وطأة الانحلال المدني». على أي حال، لم يحسّن استثناء المرأة المتزوجة من هذه القائمة من وضعها القانوني بشكل كبير، بسبب قوانين الزواج التي قيدت حقوقها ومنحت الزوج سلطة قانونية عليها، إذ كان العجز القانوني هو المسيطر. حصل تغيير رئيسي بعد ذلك عام 1964، إذ ألغى مشروع القانون رقم 16 (قانون يحترم الأهلية القانونية للمرأة المتزوجة) إلزامَ المرأة بطاعة زوجها، ومنح المرأة المتزوجة أهلية قانونية كاملة بشأن التقييدات التي قد تنتج عن النظام الزوجي. على أي حال، ما تزال الشروط التمييزية الناتجة عن الأنظمة الزوجية وغيرها من اللوائح القانونية موجودة. في شهر يوليو من عام 1970، صدر مشروع القانون رقم 10، مصلِحًا الأنظمة الزوجية ومحسّنًا وضع المرأة المتزوجة. حصل تغيير مهم آخر عام 1977، إذ حصلت الزوجة على حقوق مساوية لحقوق زوجها في ما يتعلق بالسلطة القانونية على الأطفال في أثناء الزواج، وأُلغي القرار القديم الذي يفرض «السلطة الأبوية» ويمنح الزوج حقوقًا قانونية إضافية في ما يتعلق بالشؤون القانونية الخاصة بالأطفال. شكل القانون الجديد مفهوم السلطة الأبوية التي يجري تشاركها بين الأب والأم بشكل متساوي. حصل تغيير رئيسي أيضًا في شهر أبريل من عام 1981، عندما سُنّت قوانين أسرية جديدة تعتمد على المساواة بين الجنسين. حصلت إصلاحات عديدة بعد ذلك في ثمانينيات القرن العشرين، من بينها إدخال مفهوم الميراث العائلي عام 1989، بهدف التشديد على المساواة الاقتصادية بين الزوجين عند انتهاء الزواج. في 1 يناير من عام 1994، بدأ تطبيق القانون المدني الجديد في كيبيك بدلًا من القانون القديم. يتضمن هذا القانون الجديد القانون الأسري الحالي في كيبيك، وهو قائم على المساواة بين الجنسين: تنص المادة رقم 392 على أنه «للزوجين الحقوق والواجبات نفسها داخل إطار الزواج».
كانت مقاطعة كيبيك مترددة للغاية في قبول الطلاق بسبب إرثها الكاثوليكي والتأثير القوي للكنيسة على القضايا السياسية، وحتى عام 1968، لم يكن هناك قانون طلاق فيدرالي موحد في كندا، ولا قانون للطلاق في كيبيك، واستطاع الأزواج في كيبيك إنهاء زواجهما فقط عن طريق الحصول على قانون برلماني خاص بهم. بدءًا من عام 1968، يخضع قانون الطلاق في جميع أرجاء كندا لسلطة قضائية حصرية من البرلمان الفيدرالي، أما القانون الحالي فهو قانون الطلاق (كندا) لعام 1985، الذي دخل حيز التنفيذ في شهر يونيو من عام 1986. من المُعتقد أن أحد تفسيرات النسب العالية من المساكنة في الوقت الحالي في كيبيك هي أن السلطة الاجتماعية الكبيرة التقليدية للكنيسة والعقيدة الكاثوليكية المسيطرة على علاقات الناس الخاصة وأخلاقهم الجنسية، اللتين نتج عنهما تشريع للزواج المحافظ ومقاومة للتغيير القانوني، سبّبتا تمرد السكان على الأعراف الاجتماعية المحافظة والتقليدية والامتناع عن الزواج بشكل نهائي. منذ عام 1995، كان معظم المواليد الجدد مولودين خارج إطار الزواج، وبحلول عام 2015، كانت 63% من الولادات خارج إطار الزواج.

## أونتاريو
شكلت العناية بالأطفال غير الشرعيين أولوية كبرى للجمعيات الخيرية الخاصة. قبل عام 1893، خصصت حكومة أونتاريو منحًا لدور رعاية الأطفال الخيرية، للأطفال وأمهاتهم. كان معظم هؤلاء الأطفال غير شرعيين، ومعظم أمهاتهم فقيرات؛ وُلد معظمهم في حالة صحية سيئة، لذلك كانت فرص نجاتهم خارج دور الرعاية تلك ضئيلة جدًا.
حاربت لجنة ممارسات التوظيف العادلة التمييز العنصري والديني بعد الحرب العالمية الثانية، لكنها لم تُعنَ بقضايا التمييز بين الإناث والذكور. وبالفعل، لم يطرح معظم الناشطين المؤيدين لحقوق الإنسان هذه المشكلة قبل سبعينيات القرن العشرين، لأنهم كانوا مهتمين بقضايا الأسرة وأيدوا الفكرة المتأصلة حول أجور الأسرة، إذ يجب أن يتقاضى الزوج أجرًا كافيًا يمكِّن المرأة من أن تكون ربة منزل متفرغة بالكامل. بعد الضغط من قبل النساء، والنقابات العمالية، واتحاد الكومنولث التعاوني، أصدرت حكومة المحافظين قانون الأجور العادلة للموظفات عام 1951. نص هذا القانون على دفع أجور متساوية للنساء والرجال الذين يشغلون المنصب عينه. لم ينجح النسويون في خمسينيات القرن المنصرم وستينياته في المطالبة بقانون يمنع الأشكال الأخرى من التمييز القائم على أساس الجنس، مثل التمييز في التوظيف والترقية.

## المروج الكندية
حُددت الأدوار القائمة على الجنس بشدة في الغرب. كان الرجال مسؤولين بشكل رئيسي عن العمل الزراعي كالزراعة والحصاد، وبناء المنزل، وشراء الآليات وتشغيلها وإصلاحها، وتولي الأمور المادية. في البداية، كان هناك العديد من الرجال العازبين في المروج، أو الرجال الذين ما تزال زوجاتهم مقيمات في الشرق، ولكنهم قضوا أوقاتًا عصيبة، وأدركوا حاجتهم لوجود زوجة معهم. ومع تزايد عدد السكان بشكل كبير، لعبت النساء دورًا محوريًا في استقرار منطقة المروج. أثبت عملهن ومهاراتهن وقدرتهن على التأقلم مع الظروف البيئية القاسية قدرتهن على مواجهة التحديات. حضّرن البانوك، والحبوب، ولحم الخنزير المقدد، وأصلحن الملابس، وربين الأطفال، ونظفن الحديقة واعتنين بها، وساعدن في أثناء فترات الحصاد، وداوينَ المرضى. في حين أنكرت المواقف الذكورية والتشريعات والمبادئ الاقتصادية دورَ المرأة ومساهماتها، كانت المرونة التي أبدتها النساء المقيمات في المزارع في تأدية الأعمال الإنتاجية وغير الإنتاجية أساسية في صمود عائلات المزارعين، وبالتالي كانت أساسيةً في نجاح الاقتصاد القائم على زراعة القمح.

## النقابات العمالية
في مقاطعة نوفا سكوشا، سيطرت نقابة عمال المناجم على عمال مناجم الفحم في عام 1919. لعبت المرأة دورًا مهمًا ومتواضعًا في دعم حركة النقابة في البلدات العاملة بالفحم في أثناء فترة عشرينيات القرن العشرين وثلاثينياته المضطربة. لم يعملن في المناجم مطلقًا، لكنهن قدمن الدعم النفسي خصوصًا في أثناء الإضرابات التي كانت تحصل عند عدم وصول الأجور. كُنَّ معيلات للعائلات وشجعن بقية الزوجات اللواتي كان بإمكانهن إقناع أزواجهن بقبول شروط الشركة. نظمت الاتحادات العمالية النسائية مجموعة من النشاطات الاجتماعية، والتعليمية، ونشاطات جمع الأموال.